# قائمة الفنادق في مالطا
هذه قائمة غير كاملة تصنف الفنادق في مالطا .
| الفندق                             | صورة | تصنيف الفندق | موقع         | وصف |
| ---------------------------------- | ---- | ------------ | ------------ | --- |
| فندق وسبا لو ميريديان سانت جوليانز |      | *****        | سانت جوليانز |     |
| فندق فينيسيا                       |      | *****        | فلوريانا     |     |
| ويستن دراغونارا                    |      | *****        | سانت جوليانز |     |
| بالازو كابوا                       |      |              | سليمة        |     |

- ملاحظة: ليست قائمة كاملة

## الفنادق السابقة
- فندق جراند ، فاليتا
- فندق جيرما بالاس ، مارساسكالا (مغلق 2007)
- فندق قصر المرفأ ، مليئة
- فندق قصر سلمون ، مليحة (مغلق 2011)

## روابط خارجية
- الفنادق - visitmalta.com